# Rašínov
Rašínov je vilová čtvrť v Rokycanech, vybudovaná po první světové válce a pojmenovaná roku 1923 po prvním československém ministru financí Aloisi Rašínovi. Nachází se jižně od železniční trati Praha – Plzeň a je součástí městské části Plzeňské Předměstí, malá část Rašínova pak leží v části Nové Město. K Rašínovu se někdy počítá i oblast zvaná Za Rakováčkem.
V listopadu 2015 byla v této čtvrti dokončena výstavba Parku u Rakováčku. Uměle napřímený tok z předchozích dob nahradily meandry s tůněmi. Kromě rekreační funkce má však nový park sloužit také jako protipovodňový systém
V roce 2017 začala v jižní části Rašínova výstavba zcela nové rezidenční zóny.